# Sombrou Dúvida (álbum)
Sombrou Dúvida é o quarto álbum de estúdio do grupo goiano de rock psicodélico Boogarins, lançado em 2019 pelo selo OAR. Em entrevistas para a KEXP, Benke Ferraz menciona a ideia para a criação do álbum como anterior á criação do álbum anterior do grupo, Lá Vem a Morte.

## Faixas
| N.º            | Título               | Duração |  |
| 1.             | "As Chances"         | 4:58    |  |
| 2.             | "Sombra ou Dúvida"   | 4:22    |  |
| 3.             | "Invenção"           | 4:13    |  |
| 4.             | "Dislexia ou Transe" | 3:28    |  |
| 5.             | "A Tradição"         | 4:03    |  |
| 6.             | "Nós"                | 3:40    |  |
| 7.             | "Tardança"           | 2:54    |  |
| 8.             | "Desandar"           | 4:30    |  |
| 9.             | "Te Quero Longe"     | 4:40    |  |
| 10.            | "Passeio"            | 4:13    |  |
| Duração total: | Duração total:       | 41:5    |  |

## Equipe
- Dinho Almeida - vocais, guitarra, bateria e letra[2]
- Benke Ferraz - produção, samples, mixagem, guitarra e letra[2]
- Raphael Vaz - baixo e sintetizador[2]
- Ynaiã Benthroldo - bateria[2]
- Gordon Zacharias - produção, mixagem, cravo, guitarra, cordas e metais[2]
- Pedro Bonifrate - participação especial e letra[2]
- Tim Gerron - mixagem[2]